# Ahvenjärvi (sjö i Finland, Norra Österbotten, lat 66,32, long 28,72)
Ahvenjärvi är en sjö i Finland. Den ligger i kommunen Kuusamo i landskapet Norra Österbotten, i den norra delen av landet, 700 km norr om huvudstaden Helsingfors. Ahvenjärvi ligger 248 meter över havet. Arean är 3,4 hektar och strandlinjen är 1,06 kilometer lång. Sjön  ingår i Koundaälvens huvudavrinningsområde. 